# Mettmach
Mettmach – gmina targowa w Austrii, w kraju związkowym Górna Austria, w powiecie Ried im Innkreis. Liczy 2369 mieszkańców (1 stycznia 2015).